# Latife Uşşakî
Latife Uşaklıgil, nata Fatma Zehra Latife Uşakîzâde; ma meglio nota come Latife Uşşaki (Smirne, 17 giugno 1898 – Istanbul, 12 luglio 1975), è stata una first lady turca, moglie di Mustafa Kemal (poi Atatürk) tra il 1923 e il 1925. Era imparentata da parte di padre con il romanziere turco Halid Ziya Uşaklıgil.

## Biografia
Lâtife Hanım nacque nel 1898 a Smirne da una famiglia di commercianti fra le più importanti della città, con radici nella città di Uşak, da cui il loro nome di famiglia non ufficiale di Uşakizâde. La famiglia originaria di Uşak era conosciuta prima come "Helvacızâde" e poi come "Uşakîzâde" dopo essere emigrata a Smirne. Figlia di Uşakîzâde Muammer Bey e Adeviye Hanım, Latife aveva cinque fratelli, Vecihe (1907-1992), İsmail (1902-1973), Münci (1910-1932), Ömer (1903-1938) e Rukiye (1908-1970). Frequentò la scuola primaria nel "padiglione di vetro" situato nel giardino del palazzo degli Uşakîzâde, e la scuola secondaria e il liceo all'Arnavutköy American Girls College di Istanbul. Studiò politica e diritto all'Università della Sorbona di Parigi e lingue a Londra. Parlava correntemente inglese, francese, spagnolo e tedesco. Dopo la vittoria turca nella Battaglia del Sakarya, l'evento decisivo della guerra d'indipendenza turca, essa abbandonò gli studi universitari al terzo anno e tornò a Smirne appena liberata per incontrare Mustafa Kemal e il suo esercito.
Il 9 settembre 1922, dopo l'ingresso dell'esercito turco a Smirne, Mustafa Kemal fu portato nella villa della famiglia Uşakîzâde a Göztepe dal suo staff, che cercava un quartier generale sicuro per il comandante in capo. L'11 settembre 1922, al ritorno nella villa di famiglia a Smirne, fu affrontata dai soldati che le comunicarono che Kemal Pascià aveva preso la casa come quartier generale a Smirne. Dopo aver convinto i soldati che lei apparteneva effettivamente alla famiglia, le fu permesso di entrare. Poiché i suoi genitori erano in viaggio all'estero in quel periodo, Latîfe Uşakî rimase nella villa con la nonna e ospitò Mustafa Kemal a partire dal 14 settembre. Durante questo soggiorno di 16 giorni, che terminò il 30 settembre 1922, la villa fu teatro dei colloqui che portarono all'armistizio di Mudanya.
Il 17 dicembre 1922, Zübeyde Hanım, madre di Mustafa Kemal, si recò a Smirne per problemi di salute e per il desiderio di vedere Latife Hanım. Zübeyde Hanım, che fu ospite di Latife Hanım per 28 giorni nella villa della famiglia Uşakîzâde, morì il 14 gennaio 1923.
Lâtife Hanım e Mustafa Kemal si sposarono il 29 gennaio 1923, al ritorno di quest'ultimo a Smirne subito dopo la morte della madre Zübeyde Hanım. La celebrazione del matrimonio si svolse in presenza della sposa, contrariamente alle usanze dell'epoca. I marescialli Fevzi Çakmak e Kâzım Karabekir, lo stesso Mustafa Kemal, Mustafa Abdülhâlik Renda e Salih Bozok furono i testimoni al matrimonio di Latîfe Uşakî. Le nozze furono documentate e certificate otto mesi dopo da Ömer Fevzi, figlio di Hüseyin, il capo Kadi. Durante la vita matrimoniale, la coppia usava mostrarsi in pubblico con un atteggiamento rilassato. Latife, che non portava il velo, accompagnò Kemal anche nei suoi viaggi ufficiali in Turchia, ed elaborava i suoi discorsi insieme a lui. Latife si trasferì ad Ankara, la capitale del nuovo Stato, e visse a Çankaya nel "Kuleli Köşk" (oggi conosciuto come la vecchia casa di Çankaya, adibita a Museo di Atatürk), che fu utilizzato come prima residenza presidenziale. Su richiesta del marito, ella si recò ad assistere alle sedute della Grande Assemblea Nazionale Turca diventando cosi' la prima donna ad entrarvi. Accompagnò inoltre il marito in molti viaggi all'estero.
Per due anni e mezzo, Lâtife Hanım simboleggiò il nuovo volto delle donne turche agendo come una first lady molto presente nella vita pubblica, il che, in Turchia, era una novità assoluta per gli standard di quel tempo. Ella ebbe un'influenza significativa sulle riforme per l'emancipazione delle donne avviate in Turchia negli anni Venti. Si batté in particolare per il suffragio femminile e per una moderna Legge sul divorzio assumendo una posizione aperta sulle questioni politiche.

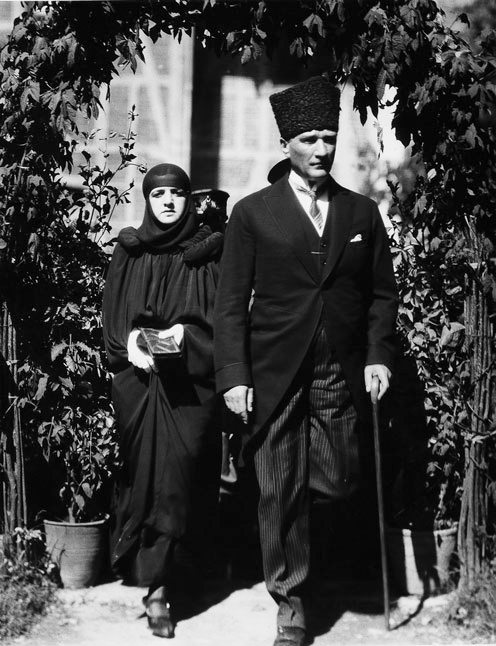
Mustafa Kemal e Latife Hanım durante la loro visita a Bursa, il 31 agosto 1924

Tuttavia, il matrimonio con Kemal non durò a lungo. Dopo un litigio durante il viaggio in Anatolia orientale nell'estate del 1925, Atatürk sciolse unilateralmente l'unione il 5 agosto 1925, sempre in conformità con la vecchia legge islamica. Il motivo del fallimento del matrimonio non fu mai stato discusso pubblicamente né da Atatürk né da Uşşaki (si dice però che l'indaffarato Atatürk abbia detto: "Soprattutto il mio Paese ha bisogno di me come padre di famiglia").
Mustafa Kemal le fece comunque rilasciare un passaporto con il nome di "Fatma Zehra Latife Uşakî" per evitare che subisse molestie all'estero. Latife Uşakî, che dopo il divorzio visse all'estero per due anni e a Istanbul per 48 anni fino alla sua morte, si rifiutò categoricamente di parlare o scrivere del suo matrimonio e del marito; fece testamento ai suoi parenti di secondo grado. Ella morì il 12 luglio 1975 a Istanbul all'età di 76 anni per un tumore al seno. Non si risposò mai e rimase in silenzio sulla sua relazione per tutta la vita. Grazie all'impegno di Namık Kemal Şentürk, all'epoca governatore di Istanbul, il suo funerale, presenziato da una guardia d'onore composta da truppe di terra, aeree e navali, si tenne nella Moschea Teşvikiye. Essa fu sepolta nella particella di famiglia nel cimitero di Edirnekapı. Le memorie e i preziosi documenti di Latife Uşakî sono conservati presso la Società Storica Turca. Latife adottò il cognome "Uşakî" e lo usò come "Uşaki" in alcune delle sue dediche. Mentre sulle lapidi dei genitori e dei fratelli a Edirnekapı si legge "Uşşaklı", sulla lapide di Latife Hanım si legge "Uşakî".

## Controversia sui diari
Nel 2005, la Società Storica Turca avrebbe voluto rendere pubblici i suoi diari "ad eccezione di quelli più privati, prendendo in considerazione il parere della sua famiglia". Tuttavia, la sua famiglia ha pubblicamente affermato di avere il diritto alla proprietà delle lettere e ha dichiarato di non volere la pubblicazione dei diari. Di conseguenza, la società decise di non pubblicarli.
Nel 2006 è stata pubblicata una biografia completa, ma anche controversa, di Latife Hanım dal giornalista di lungo corso di Cumhuriyet İpek Çalışlar.

## Possedimenti
È noto che la famiglia Uşakîzâde possedeva 70 proprietà che furono distrutte nel Grande Incendio di Smirne. Oggi a Smirne sono rimasti tre palazzi degli Uşakîzâde. La villa invernale di fronte alla stazione Basmane, in cui nacque Latîfe, ha 200 anni. Questa dimora, che necessita di restauro, è ancora di proprietà della famiglia. La villa estiva chiamata Casa Uşakîzâde a Göztepe (quartiere di Smirne), che oggi fa parte del campus dell'Izmir Private Turkish College, è stata trasformata in museo il 15 giugno 2001. Un secondo palazzo a Karşıyaka, Smirne, restaurato dal Comune di Karşıyaka, è stato adibito a "Casa commemorativa del palazzo di Latife Hanım" (Museo di Zübeyde Hanım) dal 19 maggio 2008.